# Резня пенсионеров в Сдероте
Резня пенсионеров в Сдероте — массовая расправа, устроенная членами террористической организации ХАМАС утром праздника Симхат-Тора, 7 октября 2023 года, в Сдероте. Случилась после того, как выехавший из Западного Негева для поездки на Мёртвое море микроавтобус русскоязычных пенсионеров остановился на въезде в Сдерот из-за спущенного колеса. После того как пассажиры микроавтобуса вышли из него, чтобы спрятаться в укрытии после звуков сирены об обстреле, террористы ХАМАСа расправились с ними и убили 13 человек.

## Предыстория
Утром праздника Симхат Тора, 7 октября 2023 года, террористы ХАМАСа предприняли внезапную атаку на Израиль. Под прикрытием обстрела Израиля тысячами ракет сотни террористов проникли в израильские поселения и военные объекты. Террористы вступили в перестрелки с не готовыми силами безопасности и продвинулись к поселениям, где расстреляли мирных жителей и похитили в сектор Газа по меньшей мере 210 человек, включая женщин, стариков и младенцев.

## Резня
Утром 7 октября 2023 года туристический микроавтобус отправился с запада Негева в сторону Мёртвого моря, чтобы совершить поездку для группы пенсионеров из бывшего СССР, некоторые из которых пережили Холокост. Микроавтобус забрал пенсионеров из Офакима, Нетивота, а затем и из Сдерота. Из-за спущенного колеса микроавтобус остановился на въезде в Сдерот, возле городской библиотеки. В этот момент прозвучали сигналы ракетной атаки, и пассажиры микроавтобуса вышли из него в укрытие, но дверь укрытия, которое представляло собой укрытие с автоматически открывающейся дверью, не открылась. Террористы ХАМАСа, ворвавшиеся в Сдерот на двух фургонах, увидев группу пожилых людей, расстреляли их всех в упор и убили. А потом были сделаны контрольные выстрелы в затылок.
Водителю удалось спрятаться вместе с ещё одной женщиной и лечь за ограждением. Террористы смогли увидеть их и открыли по ним огонь. В результате перестрелки женщина была убита, а лежавший под женщиной водитель— житель арабской деревни, притворился мёртвым и избежал смерти.
В результате расправы были убиты 13 пассажиров автобуса. Реувен Песахов 24-х лет, оказавшийся на месте события, рассказал: 

После первой сирены в тот день я понял, что происходит что-то необычное. Я быстро оделся, взял пистолет, магазин с патронами и разгрузочный жилет. На улице возле городской библиотеки я увидел микроавтобус без одного колеса и много старушек. Они толпились возле закрытого убежища. Я подошел к ним, и они стали просить, чтобы я помог им открыть его. Я попытался это сделать, но у меня не вышло. Неожиданно я увидел пикап, приближающийся со стороны магазина «Рами Леви». Из пикапа в нас начали стрелять. Я тоже открыл огонь в ответ, но у меня было всего 15 патронов. Я оставил один для себя, чтобы не попасть к ним в плен и не подвергнуться издевательствам. Я знаю, на что способен ХАМАС.
До того как тела увезли, они пролежали на земле около 10 часов.

## Память
7 ноября 2023 года по всему Израилю был объявлен «День гражданского траура».